# ويليام أ. رست
ويليام أ. رست هو شخصية أعمال وسياسي أمريكي، ولد في 3 مايو 1844، وتوفي في 3 مارس 1903. نشط حزبياً في الحزب الجمهوري. وقد انتخب عضو مجلس ولاية ويسكونسن ‏.